# Wilma Flintstone
Wilma Flintstone este un personaj fictiv din seria de desene animate Familia Flintstone. Ea este o casnică hotărâtă, o femeie de cavernă și inima familiei Flintstone.

## Despre personaj
Poate că alte soții din epoca de piatră se plictisesc, dar avându-l pe Fred în preajmă, Wilma știe că nu va fi liniște prea multă vreme. Wilma Flintstone are o răbdare de fier, dar știe când să întoarcă spre Fred o față dură ca piatra pentru ca lucrurile să nu scape de sub control în familia Flintstone.

## Voci

### În română
- Ileana Iurciuc (toate dublajele)